# Nat Hickey
Matthew J. Hickey, detto Nat (30 gennaio 1902 – Johnstown, 16 settembre 1979), è stato un cestista, giocatore di baseball, allenatore di pallacanestro e allenatore di baseball statunitense, professionista nella NBL e nella BAA.

## Carriera

### Pallacanestro
È il cestista più anziano ad aver mai segnato almeno un punto in NBA. Il 22 gennaio 1948 realizzò infatti 2 punti con la maglia dei Providence Steamrollers (la squadra di cui era allenatore).
Ha inoltre militato in varie squadre di American Basketball League e National Basketball League.

### Baseball
Hickey ha giocato a baseball in numerose squadre delle Minor League statunitensi. È stato contemporaneamente allenatore e giocatore dei Williamson Colts nel periodo 1937-1938.